# Дор Ештон

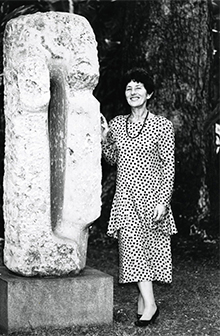

Дор Ештон(21 травня 1928 року, Ньюарк, Нью-Джерсі - 30 січня 2017 року, Нью-Йорк) — американська письменниця, професорка, дослідниця сучасного мистецтва.

## Біографія
Дор Ештон народилась 21 травня 1928 року в Ньюарк, Нью-Джерсі. Вищу освіту здобула в Гарвардському університеті, де вивчала історію мистецтва. Вона стала однією з провідних авторок і критиків, що досліджували сучасне мистецтво. Дор Ештон працювала в низці престижних навчальних закладів. Викладацькі посади в Школі дизайну Род-Айленда і Єльському університеті є свідченням її авторитету в галузі.
Протягом своєї кар'єри вона написала численні книги та статті, присвячені сучасному мистецтву та його представникам. Дор Ештон  підтримувала контакти з художниками та письменниками. Значну частину свого життя присвятила дослідженню творчості Джексона Поллока, Віллема де Кунінга, Марка Ротко. Ештон аналізувала перехід Філіпа Густона від абстрактного експресіонізму до фігуративного стилю. Взаємодія з французьким художником Жаном Дюбюффе розширила її інтерес до мистецтва поза американським контекстом. Йому вона присвятила книгу "Jean Dubuffet: Signs and Surfaces". Ештон була зацікавлена  скульптурними роботами Альберто Джакометті, що вплинуло на її роздуми про сучасне мистецтво.
В Нью-Йорку Ештон проживала протягом більшої частини свого життя, і саме це місто стало важливою частиною її діяльності як мистецтвознавиці та письменниці. Нью-Йорк був центром мистецького середовища, з яким вона активно співпрацювала та про яке писала у дослідженнях.
Дор Ештон померла 30 січня 2017 року в Нью-Йорку. Після її смерті провідні видання, такі як Нью-Йорк таймс, опублікували некрологи та статті, що підсумовували її життя і внесок у мистецтвознавство.

## Літературна спадщина
Ештон відома своїм інтелектуальним підходом до аналізу мистецтва, інтеграцією культурного контексту і філософських ідей у свої дослідження. Вона написала понад 30 книг та багато статей. Її статті публікувалися в провідних мистецьких журналах, таких як Artforum, The New York Times, та Art in America. Її найвідоміші книги:
- "The New York School: A Cultural Reckoning" (1983) — книга, в якій дослідниця проаналізувала творчість митців Нью-Йоркської школи Джексона Поллока, Віллема де Кунінга та Марка Ротко, розкрила їхній вплив на розвиток сучасного мистецтва.
- "Twentieth-Century Artists on Art" — збірка текстів про сучасних митців і їхній вплив на мистецький процес.
- "A Fable of Modern Art" — книга, яка досліджує, як абстрактний експресіонізм формувався у взаємодії із західною культурною спадщиною.
- "About Rothko" — монографія, присвячена Марку Ротко, одному з найвизначніших художників Нью-Йоркської школи

## Приватне життя
Дор Ештон була одружена з Адольфом Конрадом, художником і професором мистецтва. У них було двоє дітей: дочка Кімберлі та син Едвард. Кімберлі Конрад стала відомою фотографинею, відомою своїми роботами в жанрі портретної та документальної фотографії. Едвард Конрад обрав кар'єру в галузі архітектури та дизайну, працюючи над різноманітними проектами в США та за кордоном.